# 立法議会 (トンガ)
立法議会（りっぽうぎかい、トンガ語: Fale Alea, 英語: Legislative Assembly）は、トンガ王国の立法府である。

## 概要
- 設置年：- 年
- 任期：4年
- 定数：28
- 選挙制度：
  - 17人：人民代表議員（単純小選挙区制）
    - 選挙権者：21歳以上のすべての臣民。ただし、男性貴族は選挙権を有しない。納税者であること、読み書きができること、行為無能力者でないことなども条件。
    - 被選挙権者：選挙権者と同条件。ただし、債務不履行者でないこと、国王の下で有給の職を得ていないことも条件。

  - 9人：貴族議員（間接選挙。貴族間の互選）
  - 2人：その他の議員

## 選挙制度
2006年までトンガでは民主化運動が激化しており、政局の安定が見られなかった。そのため、同年に即位した国王ジョージ・トゥポウ5世のリーダーシップにより政治制度・選挙制度の改革が開始される。2008年選挙には改革が間に合わなかったものの、選挙制度は2010年に大きく変更された。2008年選挙までは9人の人民代表議員、9人の貴族議員、14人の職権議員（枢密院議員と内閣閣僚）という構成だったが、17人の人民代表議員、9人の貴族議員、2人のその他の議員という構成に変更された。人民代表議員の選挙については、5選挙区の単記非移譲式投票から17選挙区の単純小選挙区制へと移行し、更に政党の参加も認められることになった。

## 最新の国会選挙
- 最新の選挙　2021年11月18日
  - 結果：全17議席の人民代表議員は無所属が大半を占め、フレンドリー諸島民主党（英語版）、トンガ人民党（英語版）が若干数を確保した[1]。しかしこの選挙において当選した現職閣僚ら3人に収賄容疑がかけられ、2022年7月9日に控訴裁判所がポアシ・マタエレ・テイ（英語版）前副首相、タタフ・モエアキ（英語版）財務相、シオーネ・サングスター・サウララ（英語版）内相の3人を当選無効と判断し、翌10日に失職した[2]。

## 立法議会の権限

### 法律の制定
憲法上、国王と立法議会が法律を制定する権限を有する、と定められている。法律案は、三読会にかけられ、かつ、立法議会で多数決により表決された後、国王に提出される。国王裁可及び署名を受けた法律案は、法律として発効する（憲法第56条）。
ただし、国王または王室、貴族の称号・相続財産に関する法律は、貴族議員のみが審議・表決することができる（憲法第67条）。また、国王は、法律案の裁可を留保できることになっており、留保された法律案は、次の会期まで再度審議することができない（憲法第68条）。

### 憲法の改正
憲法改正は、自由の法、王位継承、貴族の称号及び世襲財産に影響を与えないもののみ可能とされる。三読会を通過した後、憲法改正案は国王に提出されるが、枢密院と内閣が全員一致により憲法改正案に賛成した場合のみ、国王は憲法改正案を裁可・署名することができる（憲法第79条）。

### 議長
国王が議長を任命する（憲法第61条）。

### 会期
少なくとも12暦月に1回は召集される（憲法第58条）。

### 定足数
定足数は総議員の2分の1である。定足数に満たない場合は、国王か議長は全議員の出席を命じることができ、命令にもかかわらず出席しない議員は制裁を科され得る（憲法第69条）。

## 参照資料
- 列国議会同盟（Inter-Parliamentary Union） （英語）
- 畑博行解説・訳「トンガ王国（憲法）」荻野, 芳夫、畑, 博行、畑中, 和夫 編『アジア憲法集 第2版』明石書店、2007年。ISBN 978-4-7503-2578-1。